# Mazda C-platform
Mazda C-platformen er en platform fra Mazda til mellemklassebiler. Platformen er baseret på G-platformen, på hvilken Mazda 626 er bygget. Biler, som bygger på C-platformen, har en maksimal bredde på 1700 mm.

## CA
CA-platformen blev benyttet til biler med højere udstyr af mærket Eunos (asiatisk marked). Begge modeller adskiller sig kun i udstyrsdetaljer.
- 1992−1993 Eunos 500 (sedan)
- 1992−1999 Mazda Xedos 6 (sedan)

## CB
Platform til Mazda 323.
- 1994−1998 Mazda 323 (combi coupé)

## CG
CG-platformen adskiller sig lidt fra forgængerne.
- 1994−1996 Mazda 626 (sedan)
- 1994−1996 Ford Telstar (sedan)

## CP
- 1999−2002 Ford Ixion (kompakt MPV)
- 1999−2002 Mazda Premacy (kompakt MPV)